# Bătălia de la Cartagina (c. 149 î.Hr.)
Bătălia de la Cartagina a fost cea mai mare luptă dintre Republica Romană și Cartagina antică din timpul celui de-al treilea război punic. A constat dintr-un asediu roman al orașului începând undeva între 149 și 148 î.Hr. și terminându-se în primăvara anului 146 î.Hr. cu distrugerea completă a orașului Cartagina și cu anexarea teritoriului deținut de aceasta de către romani. De asemenea populația Cartaginei a fost omorâtă sau transformată în sclavi, existența independentă a Cartaginei luând astfel sfârșit.
După ce o armată romană condusă de Manius Manilius a ajuns în Africa în 149 î.Hr., Cartagina s-a predat, dând romanilor ostatici și arme. Cu toate acestea, romanii au cerut predarea completă a orașului, dar, surprinzător pentru romani, orașul a refuzat, gruparea care era de acord cu acest lucru fiind răsturnată de la putere de o facțiune care era în favoarea apărării.
Cartaginezii au pus oameni pe ziduri care au apărat orașul, sfidând astfel romanii, situație care a durat timp de doi ani. În această perioadă, 500.000 de cartaginezi din interiorul zidurilor au transformat orașul într-un uriaș arsenal. Aceștia au produs zilnic aproximativ 300 de săbii, 500 de sulițe, 140 de scuturi și 1.000 de proiectile pentru catapulte.
Între timp, romanii l-au ales consul pe tânărul dar popularul Scipio Aemilianus, fiind dată o lege specială pentru a ridica restricția de vârstă. Scipio a restaurat disciplina și i-a învins pe cartaginezi la Nepheris, apoi a făcut un asediu strict al orașului, construind un zid uriaş în apă pentru a bloca portul.
În primăvara anului 146 î.Hr. romanii au spart zidul orașului, dar le-a fost foarte greu să cucerească orașul. Fiecare clădire, casă și templu a fost transformată într-o fortăreață și fiecare cartaginez a luat câte o armă ca să lupte. Romanii au fost forțați să se miște încet, cucerind orașul casă cu casă, stradă după stradă și luptându-se cu fiecare soldat cartaginez care a prins curaj din disperare. În cele din urmă, după multe ore de lupte, cartaginezii s-au predat. Se estimează ca aproximativ 50.000 de locuitori care au supraviețuit au fost vânduți ca sclavi. Orașul a fost apoi distrus complet și nivelat. Pământurile din jurul lui au fost declarate ager publicus și au fost împărțit între fermierii locali, romani și italieni.